# Francisco Huaiquipán
Francisco Anderson Huaiquipán Castillo (* 10. Oktober 1978 in Santiago) ist ein ehemaliger chilenischer Fußballspieler auf der Position eines offensiven Mittelfeldspielers.

## Karriere
Francisco Huaiquipán begann seine Karriere 1996 beim CD Magallanes und wurde 2000 an Provincial Osorno verliehen. Bei seiner Leihe zum CSD Colo-Colo trug er wesentlich zur Meisterschaft der Clausura 2002 teil, jedoch konnte der im Insolvenzverfahren befindliche Verein Huaiquipán nicht sofort fest verpflichten. Anfang 2004 unterschrieb er dann bei den Albos und wechselte im Juli 2004 zum mexikanischen Verein CF Atlante, der ihn direkt an seinen Filialklub Potros Neza weiterverlieh. Der Schritt nach Mexiko und auch die ersten Jahre seiner Rückkehr nach Chile waren nicht von Erfolg gekrönt. Erst 2007 bei Santiago Morning in der Primera B blühte der Mittelfeldspieler wieder auf. Mit Santiago Morning gelang ihm 2007 der Aufstieg in die Primera División. Huaiquipán schloss sich zur Saison 2009 Zweitligist Deportes Antofagasta an. Nach einer weiteren Station bei San Marcos kehrte er zu Santiago Morning zurück. Anschließend versprach ihm eine Agentur einen Vertrag beim indonesischen Verein Persik Kediri, der jedoch bei Huaiquipáns Ankunft nichts von dem Spieler wusste. Der Verein bat ihm ein siebentägiges Probetraining an, Huaiquipán konnte jedoch aufgrund der sprachlichen Barriere nicht mit den Verantwortlichen kommunizieren. Er kehrte desillusioniert nach Chile zurück und beendete seine Karriere. Im Juli 2018 gab er in der zweiten brasilianischen Liga ein Comeback. Anschließend war er noch im chilenischen Amateurfußball aktiv.

## Erfolge
Colo-Colo
- Chilenischer Meister: 2002-C

## Sonstiges
Nach seiner Fußballkarriere war Huaiquipán in verschiedenen Reality-Shows wie Mundos Opuestos auf Canal 13 oder ¿Volverías con tu ex? auf Mega zu sehen.
Im September 2021 wurde er wegen Drogenhandels verhaftet und ein Jahr später zu einer dreijährigen Haftstrafe verurteilt.